# Discografia di Purple Disco Machine
La discografia di Purple Disco Machine, disc jockey tedesco, comprende tre album in studio, due album di remix, due raccolte, sei EP e oltre trenta singoli.

## Album

### Album in studio
| Anno                                                                                                | Titolo e dettagli                                                                                                | Classifiche | Classifiche | Classifiche | Classifiche | Classifiche | Classifiche | Classifiche | Classifiche | Classifiche | Certificazioni                                      |
| Anno                                                                                                | Titolo e dettagli                                                                                                | GER         | AUT         | BEL (FL)    | BEL (WA)    | FRA         | ITA         | LTU         | NLD         | SWI         | Certificazioni                                      |
| --------------------------------------------------------------------------------------------------- | --- | ----------- | ----------- | ----------- | ----------- | ----------- | ----------- | ----------- | ----------- | ----------- | --------------------------------------------------- |
| 2017                                                                                                | Soulmatic - Pubblicato: 3 ottobre 2017 - Etichetta: Sony Germany - Formati: CD, LP, download digitale, streaming | —           | —           | —           | —           | —           | —           | ×           | —           | —           |                                                     |
| 2021                                                                                                | Exotica - Pubblicato: 15 ottobre 2021 - Etichetta: Columbia - Formati: CD, LP, download digitale, streaming      | 8           | 30          | 32          | 69          | 65          | 29          | 71          | 45          | 28          | - FRA: Oro - ITA: Oro - POL: Platino - SWI: Platino |
| 2024                                                                                                | Paradise - Pubblicato: 20 settembre 2024 - Etichetta: Columbia - Formati: CD, LP, download digitale, streaming   | 11          | 15          | 26          | 78          | 69          | 49          | —           | —           | 13          | - POL: Platino                                      |
| "—" indica una pubblicazione non classificata in quel paese. "×" indica una classifica inesistente. | |             |             |             |             |             |             |             |             |             |                                                     |

### Album di remix
| Anno | Titolo e dettagli                                                                                          |
| ---- | --- |
| 2021 | Club Exotica - Pubblicato: 17 dicembre 2021 - Etichetta: Columbia - Formati: Download digitale, streaming  |
| 2024 | Club Paradise - Pubblicato: 13 dicembre 2024 - Etichetta: Columbia - Formati: Download digitale, streaming |

### Raccolte
| Anno | Titolo e dettagli |
| ---- | --- |
| 2017 | Faze #68: Purple Disco Machine - Pubblicato: 3 novembre 2017 - Etichetta: Faze - Formati: Download digitale, streaming |
| 2019 | Glitterbox - Discotheque - Pubblicato: 19 aprile 2019 - Etichetta: Sony - Formati: Download digitale, streaming        |

## Extended play
| Anno | Titolo e dettagli                                                                                              |
| ---- | --- |
| 2011 | Sgt. Killer - Pubblicato: 5 agosto 2011 - Etichetta: Klang Gymnastik - Formati: Download digitale, streaming   |
| 2015 | Purple Pianos - Pubblicato: 2 marzo 2015 - Etichetta: Kittball - Formati: Download digitale, streaming         |
| 2015 | RPMD (con Robosonic) - Pubblicato: 31 luglio 2015 - Etichetta: Nurvous - Formati: Download digitale, streaming |
| 2015 | Tank Drop - Pubblicato: 14 dicembre 2015 - Etichetta: Kittball - Formati: Download digitale, streaming         |
| 2016 | Walls - Pubblicato: 23 settembre 2016 - Etichetta: Kittball - Formati: Download digitale, streaming            |
| 2019 | Emotion - Pubblicato: 19 luglio 2019 - Etichetta: Columbia - Formati: Download digitale, streaming             |

## Singoli
| Anno | Titolo                                                           | Classifiche | Classifiche | Classifiche | Classifiche | Classifiche | Classifiche | Classifiche | Classifiche | Classifiche | Classifiche | Certificazioni | Album di provenienza |
| Anno | Titolo                                                           | GER         | AUT         | BEL (FL)    | BEL (WA)    | FRA         | ITA         | LTU         | NLD         | POL         | SWI         | Certificazioni | Album di provenienza |
| --- | ---------------------------------------------------------------- | ----------- | ----------- | ----------- | ----------- | ----------- | ----------- | ----------- | ----------- | ----------- | ----------- | --- | -------------------- |
| 2012 | Let It Whip                                                      | —           | —           | —           | —           | —           | —           | ×           | —           | —           | —           | | /                    |
| 2013 | Need Someone                                                     | —           | —           | —           | —           | —           | —           | ×           | —           | —           | —           | | /                    |
| 2013 | My House/These Sheets (con James Silk)                           | —           | —           | —           | —           | —           | —           | ×           | —           | —           | —           | | /                    |
| 2013 | Move or Not                                                      | —           | —           | —           | —           | —           | —           | ×           | —           | —           | —           | | /                    |
| 2013 | Funk                                                             | —           | —           | —           | —           | —           | —           | ×           | —           | —           | —           | | /                    |
| 2014 | People (con Teenage Mutants)                                     | —           | —           | —           | —           | —           | —           | ×           | —           | —           | —           | | /                    |
| 2014 | Something About Us                                               | —           | —           | —           | —           | —           | —           | ×           | —           | —           | —           | | /                    |
| 2014 | Musique                                                          | —           | —           | —           | —           | —           | —           | ×           | —           | —           | —           | | /                    |
| 2015 | Get Lost (con Teenage Mutants)                                   | —           | —           | —           | —           | —           | —           | ×           | —           | —           | —           | | /                    |
| 2015 | Soul So Sweet (feat. Natalie Conway)                             | —           | —           | —           | —           | —           | —           | ×           | —           | —           | —           | | /                    |
| 2015 | L.O.V.E. (con Boris Dlugosch)                                    | —           | —           | —           | —           | —           | —           | ×           | —           | —           | —           | | /                    |
| 2016 | Set It Out (con Boris Dlugosch)                                  | —           | —           | —           | —           | —           | —           | ×           | —           | —           | —           | | /                    |
| 2016 | Sambal (con Aeroplane)                                           | —           | —           | —           | —           | —           | —           | ×           | —           | —           | —           | | /                    |
| 2016 | Counting on Me (con Aeroplane feat. Aloe Blacc)                  | —           | —           | 82          | 88          | —           | —           | ×           | —           | —           | —           | | /                    |
| 2017 | Body Funk                                                        | —           | —           | 79          | —           | —           | —           | ×           | —           | —           | —           | | Soulmatic            |
| 2017 | Devil in Me                                                      | —           | —           | 70          | 80          | 88          | —           | ×           | —           | —           | —           | - FRA: Platino | Soulmatic            |
| 2018 | Dished (Male Stripper)                                           | —           | —           | 36          | 72          | —           | —           | ×           | —           | —           | —           | | /                    |
| 2018 | Encore (feat. Baxter)                                            | —           | —           | —           | —           | —           | —           | —           | —           | —           | —           | | Soulmatic            |
| 2018 | Love for Days (con Boris Dlugosch feat. Karen Harding)           | —           | —           | —           | —           | —           | —           | —           | —           | —           | —           | | Soulmatic            |
| 2020 | In My Arms                                                       | —           | —           | 62          | 60          | —           | —           | —           | —           | —           | —           | | /                    |
| 2020 | Hypnotized (con Sophie and the Giants)                           | 11          | 23          | 9           | 55          | 61          | 2           | 14          | 31          | 1           | 18          | - GER: Oro (3) - AUT: Platino (2) - BEL: Oro - FRA: Diamante - ITA: Platino (5) - POL: Platino (3) - SWI: Platino | Exotica              |
| 2020 | Exotica (feat. Mind Enterprises)                                 | —           | —           | 53          | —           | —           | —           | —           | —           | —           | —           | | Exotica              |
| 2021 | Fireworks (feat. Moss Kena & The Knocks)                         | 32          | 34          | 36          | 15          | —           | 42          | —           | —           | 5           | 83          | - AUT: Platino - FRA: Oro - ITA: Platino - POL: Oro                                                               | Exotica              |
| 2021 | Playbox                                                          | —           | —           | —           | —           | —           | —           | —           | —           | —           | —           | | Exotica              |
| 2021 | Dopamine (feat. Eyelar)                                          | 34          | 52          | 19          | 12          | 192         | 97          | —           | 48          | 5           | —           | - GER: Oro - AUT: Platino - FRA: Oro - ITA: Oro - POL: Oro                                                        | Exotica              |
| 2021 | Rise (feat. Tasita D'Mour)                                       | —           | —           | —           | —           | —           | —           | —           | —           | —           | —           | | Exotica              |
| 2022 | In the Dark (con Sophie and the Giants)                          | 12          | 26          | 4           | 3           | 76          | 68          | 72          | 25          | 2           | 40          | - GER: Oro - AUT: Platino - FRA: Platino - ITA: Platino - POL: Platino - SWI: Oro                                 | Exotica              |
| 2022 | Twisted Mind (con Agnes)                                         | —           | —           | —           | —           | —           | —           | —           | —           | —           | —           | | Exotica              |
| 2022 | Wake Up! (con Bosq feat. Kaleta)                                 | —           | —           | —           | —           | —           | —           | —           | —           | —           | —           | | Paradise             |
| 2022 | Summer Lovin' (con Cerrone)                                      | —           | —           | —           | —           | —           | —           | —           | —           | —           | —           | | Paradise             |
| 2023 | Substitution (con Kungs)                                         | 18          | 18          | 2           | 2           | 28          | 52          | 41          | 19          | 10          | 19          | - GER: Oro - AUT: Platino - BEL: Platino - FRA: Diamante - ITA: Platino - POL: Platino (3)                        | Paradise             |
| 2023 | Bad Company                                                      | —           | —           | —           | —           | —           | —           | —           | —           | —           | —           | | Paradise             |
| 2023 | Paradise (con Sophie and the Giants)                             | —           | —           | —           | —           | —           | —           | —           | —           | —           | —           | | Paradise             |
| 2023 | Something on My Mind (con Duke Dumont feat. Nothing but Thieves) | —           | —           | 4           | —           | —           | —           | —           | —           | —           | —           | | Paradise             |
| 2024 | Beat of Your Heart (con ASDIS)                                   | 50          | —           | 11          | —           | —           | —           | —           | —           | —           | —           | | Paradise             |
| 2024 | Higher Ground (feat. Roosevelt)                                  | —           | —           | —           | —           | —           | —           | —           | —           | —           | —           | | Paradise             |
| 2024 | Honey Boy (con Benjamin Ingrosso feat. Nile Rodgers e Shenseea)  | —           | —           | —           | —           | —           | —           | —           | —           | —           | —           | - POL: Oro | Paradise             |
| 2024 | Heartbreaker (con Chromeo)                                       | —           | —           | —           | —           | —           | —           | —           | —           | —           | —           | | Paradise             |
| 2024 | Die Maschine (con Friedrich Liechtenstein)                       | —           | —           | —           | —           | —           | —           | —           | —           | —           | —           | | Paradise             |
| 2024 | All My Life (con The Magician)                                   | —           | —           | 9           | 27          | —           | —           | —           | —           | —           | —           | | Paradise             |
| 2025 | Dream Machine (con Alison Goldfrapp)                             | —           | —           | —           | —           | —           | —           | —           | —           | —           | —           | | Paradise             |
| "—" indica una pubblicazione non classificata o non pubblicata in quel paese. "×" indica una classifica inesistente. |                                                                  |             |             |             |             |             |             |             |             |             |             | |                      |

## Produzioni
| Anno | Titolo     | Artista                    | Album di provenienza |
| ---- | ---------- | -------------------------- | -------------------- |
| 2021 | Ma stasera | Marco Mengoni              | Materia (Terra)      |
| 2021 | Mi fiderò  | Marco Mengoni feat. Madame | Materia (Terra)      |

### Remix
| Anno | Titolo            | Artista                     |
| ---- | ----------------- | --------------------------- |
| 2020 | Don't Start Now   | Dua Lipa                    |
| 2020 | Mont Blanc        | Mind Enterprises            |
| 2020 | Trouble's Coming  | Royal Blood                 |
| 2020 | Rain on Me        | Lady Gaga e Ariana Grande   |
| 2020 | On My Mind        | Diplo e Sidepiece           |
| 2020 | Magic             | Kylie Minogue               |
| 2021 | Let the Sun Shine | Milk & Sugar                |
| 2022 | About Damn Time   | Lizzo                       |
| 2022 | Hold Me Closer    | Elton John & Britney Spears |
| 2023 | Mess It Up        | The Rolling Stones          |